# Stina Lykke Borg
Stina Lykke Petersen Borg (født 9. februar 1986) er en kvindelig dansk fodboldspiller, målmand, der spiller for 1. divisionsklubben HB Køge. Hun stoppede i 2018 sin aktive karriere for Danmarks kvindefodboldlandshold og spillede senest for den danske klub Kolding Q.
Hun genoptog kort sin fodboldkarriere i juni 2020 hvor hun skrev under med HB Køge.

## Karriere

### Klub
Lykke Petersen startede med at spille fodbold som fem år gammel i sin hjemby Højby. I 2007 gik hun på Rollins College i Florida og spillede NCAA college soccer.
Efter en successful EM 2013 turnering med Danmark, sikrede Lykke Petersen sig en transfer fra Brøndby til FCR 2001 Duisburg. Hun havde vundet tre Elitedivisionen titler og fire DBU pokalturneringer i sin tid hos Brøndby. I 2016 skiftede Lykke Petersen til den svenske klub Kristianstads DFF, efter at hun havde spillet i Odense de første tre kampe af den danske sæson.
I 2017 skiftede hun til KoldingQ, selv om hun havde tilbud fra udlandet. Ifølge Stina Lykke ville hun hellere spille som ulønnet målmand i Danmark end som professionel i udlandet, hvor hun kun ville have fodbolden; nu havde hun prøvet det nogle gange og trivedes ikke med det. I Danmark var hun tættere på familie og venner, og det fungerede bedre for hende. Under EM i Holland i juli og august 2017 udtalte hun til medier, at hun studerede til fysioterapeut, og at det ikke var muligt at gøre det på deltid, og at hun ikke havde nogen SU tilbage og derfor blev nødt til at have studiejob ved siden af. Under EM dækkede Dansk Boldspil-Union den tabte arbejdsfortjeneste.

### Landshold
Stina Lykke blev indkaldt til Danmarks trup til EM i fodbold 2005 som en spiller, der endnu ikke havde spillet nogen A-landskamp for Danmark.
Efter at den faste landsholdsmålmand Heidi Johansen pådrog sig en knæskade, blev Stine Lykke førstevalg som målmand til EM 2013. I Danmarks åbningskamp i gruppespillet mod værterne Sverige reddede hun to straffespark i anden halvleg fra henholdsvis Lotta Schelin og Kosovare Asllani og sikrede derved uafgjort 1–1.
Danmark gik videre til kvartfinalerne, hvor de besejrede Frankrig i en straffesparkskonkurrence efter uafgjort 1–1. Stina Lykke tog Louisa Nécibs spark, efter at hun havde været nær ved at redde et straffespark under selve kampen fra samme spiller. Danmark blev slået ud i semifinalen, hvor de tabte endnu en straffesparkskonkurrence, denne gang mod Norge.
Ved EM 2017 gik Danmark videre til kvartfinalerne efter at have vundet to og tabt en kamp i det indledende gruppespil. Stina Lykke holdt målet rent i de to kampe, som Danmark vandt 1-0 mod henholdsvis Belgien og Norge. Kort før halvleg i den afgørende kamp mod Norge reddede hun et straffespark og var dermed med til at sikre Danmark en plads i kvartfinalen. DR Sportens fodboldkommentator Henrik Liniger pegede på Stina Lykke som EM-slutrundens profil:
"I en runde præget af tvivlsomt målmandsspil og deciderede drop kan man uden at blive for rød/hvid godt tillade sig at fremhæve rundens bedste målmandspræstation: Stina Lykke var sikkerheden selv og tog da også lige et straffespark."
Landsholdet endte med at tabe finalen 2-4 mod Holland og vandt derved EM-sølv.
Undervejs i kvalifikationsturneringen til VM 2019 valgte Lykke at stoppe som landsholdsspiller efter tredjesidste kamp, der blev vundet 5-1 over Ungarn. Baggrunden var, at hun ikke mente, at hendes krop kunne blive ved med at holde til at spille så meget. Hun nåede at spille 83 landskampe.